# YO-51 (航空機)

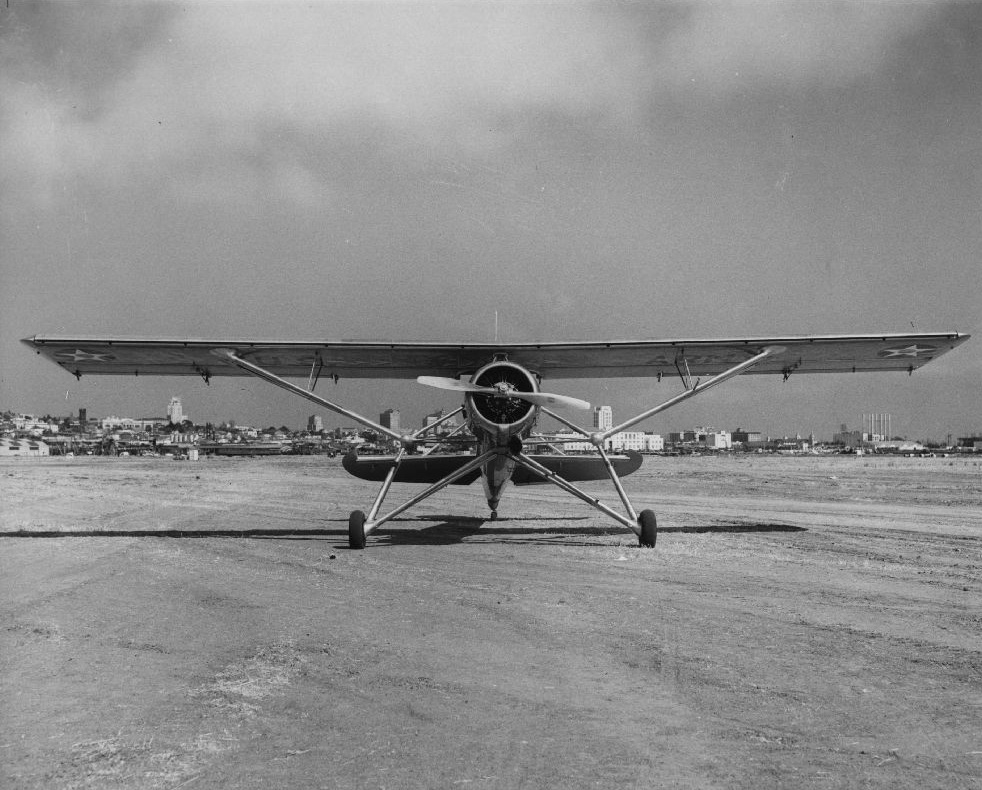
地上でのYO-51

ライアン YO-51 ドラゴンフライ
離陸するYO-51
- 用途：観測機
- 製造者：ライアン・エアロノーティカル（英語版）
- 運用者：アメリカ陸軍航空軍
- 生産数：3機
- 運用開始：1940年

ライアン YO-51 ドラゴンフライ（Ryan YO-51 Dragonfly）は、アメリカ陸軍向けにライアン・エアロノーティカル社で製作された観測機の試作機である。この種の航空機の典型で本機は支柱で支えられた単葉のパラソル型主翼に固定尾輪式降着装置、複座の開放式コックピットとSTOL性能を実現するための主翼全幅に渡る前縁フラップ、ファウラーフラップを備えていた。
全備重量の状態のYO-51はフラップ不使用時には離陸に400フィートを要したが、フラップを使用した場合は自機の全長の2倍と4フィートの長さである僅か75フィートで離陸することができた。
スティンソン YO-49とベランカ YO-50との比較評価のために3機が購入された。スティンソン社製の機体が量産契約を獲得したために、それ以上のYO-51は製作されなかった。

## 要目
- 乗員：2名
- 全長：10.51 m (35 ft 6 in)
- 全幅：15.85 m (52 ft 0 in)
- 全高：2.83 m (9 ft 3 in)
- 全備重量：1,908 kg (4,206 lb)
- エンジン：1 × プラット・アンド・ホイットニー R-985-21 ワスプ・ジュニア 星型エンジン、440 hp (328 kW)
- 最大速度：208 km/h (129 mph)
- 巡航速度：172 km/h (107 mph)